# 박천선
박천선(博川線)은 평안북도 박천군 맹중로동자구의 맹중리역과 박천읍의 박천역을 잇는 철도 노선으로, 맹중리역에서 평의선 평양 방면과 연결된다. 길이는 9.3km이다. 이 노선은 원래 맹중리역에 딸린 자갈선이었으나, 선로를 보강하여 1926년 12월 10일 영업을 개시하였다. 과거 노선의 가운데에 일원역이 있었으나 현재는 없어졌다.

## 노선 정보
- 구간과 거리: 맹중리역~박천역, 9.3km
- 궤도 간격: 1435mm(표준궤)
- 통행 방식: -
- 역 수: 2개(양단역 포함)
- 복선 구간: 없음
- 전철화 구간: 전 구간(직류 3,000V)
- 폐역 정보: 일원역(맹중리역 기점 5.6km 지점에 존재하였음)

## 역 목록
- 맹중리역(孟中里驛)
- 박천역(博川驛)

## 참고 문헌
- 고쿠부 하야토(国分隼人), 《장군님의 철도-북조선 철도사정(将軍様の鉄道 北朝鮮鉄道事情)》, 新潮社, 2007, ISBN 978-4-10-303731-6
- 鉄道省 編, 《鉄道停車場一覧. 昭和12年10月1日現在》, 1937, p487